# Mistrzostwa Islandii w snookerze
Mistrzostwa Islandii w snookerze — coroczne zawody mające na celu wyłonienie krajowego mistrza Islandii w snookerze.
Mistrzostwa Islandii rozgrywane są lub były w kategoriach mężczyzn, kobiet, juniorów (U16 i U21) i seniorów (powyżej 40., powyżej 50. i powyżej 67. roku życia).
Kristján Helgason jest rekordzistą wśród mężczyzn z 15 tytułami, przed Brynjarem Valdimarssonem z siedmioma i Jóhannesem B. Jóhannessonem z sześcioma tytułami mistrzowskimi. (stan na 2023).

## Mistrzowie Islandii
| Rok  | Mężczyźni                 | Mężczyźni               | Kobiety             | Juniorzy               | Juniorzy                | Seniorzy                | Seniorzy                | Seniorzy           |
| Rok  | 1. miejsce                | 2. miejsce              | 1. miejsce          | U16                    | U21                     | 40+                     | 50+                     | 67+ (od 2019: 60+) |
| ---- | ------------------------- | ----------------------- | ------------------- | ---------------------- | ----------------------- | ----------------------- | ----------------------- | ------------------ |
| 1965 | Óskar Kristinsson         | brak danych             | brak danych         | brak danych            | brak danych             | brak danych             | brak danych             | brak danych        |
| 1982 | Bjarni Jónsson            | brak danych             | brak danych         | brak danych            | brak danych             | brak danych             | brak danych             | brak danych        |
| 1983 | Kjartan Kári Friðþjófsson | brak danych             | brak danych         | brak danych            | brak danych             | brak danych             | brak danych             | brak danych        |
| 1984 | Jónas Pétur Erlingsson    | Ágúst Ágústsson         | brak danych         | brak danych            | brak danych             | brak danych             | brak danych             | brak danych        |
| 1985 | Kjartan Kári Friðþjófsson | Ágúst Ágústsson         | brak danych         | brak danych            | brak danych             | brak danych             | brak danych             | brak danych        |
| 1986 | Viðar Freyr Viðarsson     | brak danych             | brak danych         | brak danych            | brak danych             | brak danych             | brak danych             | brak danych        |
| 1987 | Viðar Freyr Viðarsson     | Brynjar Valdimarsson    | brak danych         | brak danych            | brak danych             | brak danych             | brak danych             | brak danych        |
| 1988 | Brynjar Valdimarsson      | Börk Birgisson          | brak danych         | brak danych            | brak danych             | brak danych             | brak danych             | brak danych        |
| 1989 | Brynjar Valdimarsson      | brak danych             | brak danych         | brak danych            | Eðvarð Matthíasson      | brak danych             | brak danych             | brak danych        |
| 1990 | Brynjar Valdimarsson      | Jónas Pétur Erlingsson  | brak danych         | brak danych            | brak danych             | brak danych             | brak danych             | brak danych        |
| 1991 | Brynjar Valdimarsson      | Arnar Richardsson       | brak danych         | brak danych            | Jóhannes B. Jóhannesson | brak danych             | brak danych             | brak danych        |
| 1992 | Brynjar Valdimarsson      | Eðvarð Matthíasson      | brak danych         | brak danych            | Jóhannes B. Jóhannesson | Jón Ó. Jónsson          | brak danych             | brak danych        |
| 1993 | Eðvarð Matthíasson        | Arnar Richardsson       | brak danych         | brak danych            | Kristján Helgason       | Gylfi Ingason           | brak danych             | brak danych        |
| 1994 | Kristján Helgason         | Gunnar Valsson          | brak danych         | brak danych            | Jóhannes R. Jóhannesson | brak danych             | brak danych             | brak danych        |
| 1995 | Kristján Helgason         | brak danych             | brak danych         | brak danych            | brak danych             | brak danych             | brak danych             | brak danych        |
| 1996 | Kristján Helgason         | Jóhannes B. Jóhannesson | brak danych         | brak danych            | Örvar Þór Guðmundsson   | brak danych             | brak danych             | brak danych        |
| 1997 | Kristján Helgason         | Jóhannes B. Jóhannesson | brak danych         | brak danych            | Bernharð Bernharðsson   | Guðni Magnússon         | brak danych             | brak danych        |
| 1998 | Jóhannes B. Jóhannesson   | Kristján Helgason       | brak danych         | brak danych            | Örvar Þór Guðmundsson   | Guðni Magnússon         | brak danych             | brak danych        |
| 1999 | Jóhannes B. Jóhannesson   | Brynjar Valdimarsson    | brak danych         | Hilmar Þór Guðmundsson | brak danych             | Bjarni Jónsson          | Gylfi Ingason           | brak danych        |
| 2000 | Jóhannes B. Jóhannesson   | Jóhannes R. Jóhannesson | Rós Magnúsdottir    | brak danych            | Hilmar Þór Guðmundsson  | Bjarni Jónsson          | Óskar Kristinsson       | brak danych        |
| 2001 | Kristján Helgason         | Jóhannes R. Jóhannesson | brak danych         | Heiðar Már             | Hilmar Þór Guðmundsson  | Jónas P. Erlingsson     | Gylfi Ingason           | brak danych        |
| 2002 | Jóhannes R. Jóhannesson   | Jóhannes B. Jóhannesson | brak danych         | Þorri Jensson          | Sturla Jónsson          | brak danych             | Gylfi Ingason           | brak danych        |
| 2003 | Jóhannes B. Jóhannesson   | Eðvarð Matthíasson      | Heiða Harðardóttir  | brak danych            | brak danych             | Sigfús Helgason         | Gylfi Ingason           | brak danych        |
| 2004 | Brynjar Valdimarsson      | Ásgeir Ásgeirsson       | Heiða Harðardóttir  | brak danych            | brak danych             | Gylfi Ingason           | Gylfi Ingason           | brak danych        |
| 2005 | Ásgeir Ásgeirsson         | Gunnar Hreiðarsson      | Sandra Birgisdóttir | brak danych            | brak danych             | Sigfús Helgason         | Gylfi Ingason           | brak danych        |
| 2006 | Jóhannes B. Jóhannesson   | Ásgeir Ásgeirsson       | brak danych         | brak danych            | brak danych             | brak danych             | brak danych             | brak danych        |
| 2007 | Kristján Helgason         | Brynjar Valdimarsson    | brak danych         | brak danych            | brak danych             | brak danych             | brak danych             | brak danych        |
| 2008 | Gunnar Hreiðarsson        | Ingvi Halldórsson       | brak danych         | brak danych            | brak danych             | brak danych             | brak danych             | brak danych        |
| 2009 | Kristján Helgason         | Tryggvi Erlingsson      | brak danych         | brak danych            | brak danych             | brak danych             | brak danych             | brak danych        |
| 2010 | Brynjar Valdimarsson      | Gunnar Hreiðarsson      | brak danych         | brak danych            | brak danych             | Sigurður Kristjánsson   | brak danych             | brak danych        |
| 2011 | Kristján Helgason         | Jóhannes B. Jóhannesson | brak danych         | brak danych            | nie rozegrano           | Gunnar Hreiðarsson      | Sigurmundur Guðmundsson | brak danych        |
| 2012 | Kristján Helgason         | Þorri Jensson           | brak danych         | brak danych            | brak danych             | brak danych             | Bjarni Jónsson          | Óskar Kristinsson  |
| 2013 | Kristján Helgason         | Brynjar Valdimarsson    | brak danych         | brak danych            | brak danych             | Gunnar Hreiðarsson      | Sigurmundur Guðmundsson | Páll Pálmason      |
| 2014 | Kristján Helgason         | Bernharð Bernharðson    | brak danych         | brak danych            | brak danych             | brak danych             | brak danych             | brak danych        |
| 2015 | Kristján Helgason         | Sigurður Kristjánsson   | brak danych         | brak danych            | brak danych             | brak danych             | brak danych             | brak danych        |
| 2016 | Jóhannes B. Jóhannesson   | Þorri Jensson           | brak danych         | brak danych            | brak danych             | Jón Ingi Ægisson        | Bjarni Jónsson          | Gylfi Ingason      |
| 2017 | Kristján Helgason         | Jón Ingi Ægisson        | brak danych         | brak danych            | brak danych             | Jón Ingi Ægisson        | brak danych             | brak danych        |
| 2018 | Kristján Helgason         | Guðni Pálsson           | brak danych         | brak danych            | brak danych             | Jón Ingi Ægisson        | brak danych             | brak danych        |
| 2019 | Kristján Helgason         | Jón Ingi Ægisson        | brak danych         | brak danych            | Ólafur Jóhannesson      | Ásgeir Jón Guðbjartsson | brak danych             | Pálmi Einarsson    |
| 2020 | Þorri Jensson             | Guðbjörn Gunnarsson     | brak danych         | brak danych            | brak danych             | brak danych             | brak danych             | brak danych        |
| 2021 | Gunnar Hreiðarsson        | Jón Ingi Ægisson        | brak danych         | brak danych            | brak danych             | Jón Ingi Ægisson        | brak danych             | brak danych        |
| 2022 | Þorri Jensson             | Sigurður Kristjánsson   | brak danych         | brak danych            | brak danych             | Bernharð Bernharðsson   | Brynjar Kristjánsson    | Jón Árni Bragason  |
| 2023 | Þorri Jensson             | Jóhannes B. Jóhannesson | nie rozegrano       | nie rozegrano          | nie rozegrano           | Ásgeir Jón Guðbjartsson | Brynjar Valdimarsson    | Rúnar Sigurðsson   |
| 2024 | Alan Trigg                | Þorri Jensson           | nie rozegrano       | nie rozegrano          | nie rozegrano           | Ásgeir Jón Guðbjartsson | Gunnar Hreiðarsson      | Helgi Sigurðsson   |